# Серко, Иван Дмитриевич
Ива́н Дми́триевич Серко́ или Сирко́ (укр. Іван Дмитрович Сірко; род. около 1610, Мурафа, Брацлавщина, Речь Посполитая или Мерефа на Слобожанщине — 1 (11) августа 1680, Грушевка (Капуловка), Войско Запорожское) — кошевой атаман Запорожской Сечи. Участник и организатор многочисленных походов и сражений, главным образом против «басурман» (крымских татар и турок), а также гетманских властей, проводивших пропольскую или протурецкую политику. Прославился, как ревностный защитник православия. Герой украинских изустных преданий и песен.
Киевского генерал-губернатора М. И. Драгомирова изобразил в виде атамана Серко И. Е. Репин на знаменитой картине «Запорожцы пишут письмо турецкому султану».

## Происхождение
Иван Серко представлял собой примечательную личность среди всех низовых казаков за всё время исторического существования Запорожья. Традиционно считается, что он происходил родом с Мерефы Харьковской области. Хотя факт рождения И. Д. Серко в 1610 году именно в населённом пункте Мерефа вызывает сомнение. Дата основания Мерефы 1645 год. Согласно преданию, уже рождение Ивана было необычным — мальчик появился на свет с зубами, чем сильно напугал всех присутствующих. Отец попытался исправить ситуацию, заявив, что сын «зубами будет грызть врагов». Однако это мало успокоило селян, считавших, что дитя с рождения отмечено дьяволом. К ребёнку относились с опаской, и в какой-то мере это было оправдано, потому что он с детства проявлял необычные способности, которые впоследствии стали просто фантастическими. Народная молва гласит, что у Ивана Серко и его жены Софьи было два сына — Пётр и Роман — и две дочери.

## Черты характера. Отношение к религии
И друзья, и враги одинаково отзывались о Серко, как о человеке замечательных военных дарований. Крымские татары называли Серко Урус-шайтаном, то есть «русским дьяволом», а турчанки-матери пугали своих детей его именем. Серко всегда стоял и ратовал за православную веру. Также о Серко известно, что атаман отличался великодушием и редким бескорыстием, никогда не преследовал слабого врага, а после войны никогда не брал себе военной добычи. Хотя известен случай, когда в 1675 году, возвращаясь из очередного крымского похода, он приказал перебить около трёх тысяч освобождённых невольников славянского происхождения, принявших в плену ислам и отказавшихся возвращаться в Гетманщину.

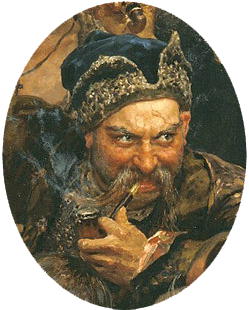
Драгомиров, Михаил Иванович в образе Ивана Серко (фрагмент картины Репина «Запорожцы пишут письмо турецкому султану»)

Серко представлял собой тип истинного запорожца. Он был отважен, страстен; по воспоминаниям польских послов «был непьющим, что для казака большая редкость». Представление о характере атамана Серко также даёт его известное высказывание: Нужда закон меняет.

## Полковник Войска Запорожского

### Легенда о службе французскому королю

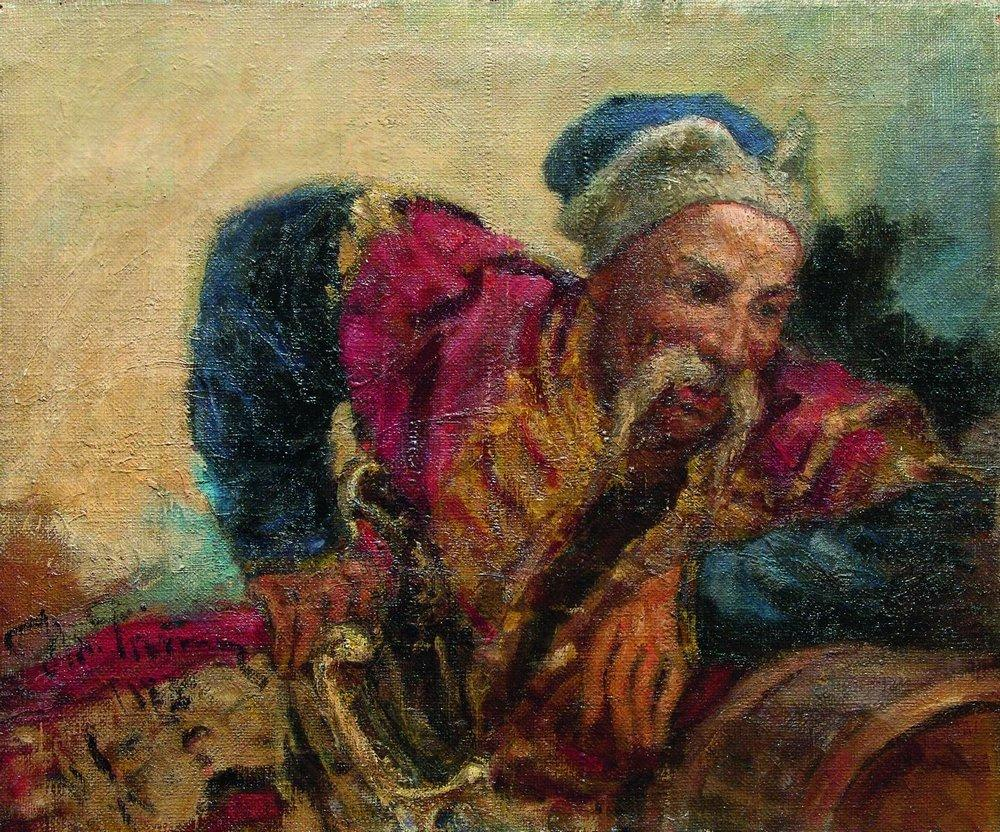
Иван Дмитриевич Серко. Этюд И. Репина к картине Запорожцы пишут письмо турецкому султану, (1889)

Традиционно утверждалось, что в 1644 году Богдан Хмельницкий как военный писарь Войска Запорожского во время встречи в Варшаве с послом Франции графом де Брежи подписал договор о найме 2500 казаков в войско французского короля. В октябре 1645 года казацкий отряд Балтийским морем прибыл во французский порт Кале. C 7 сентября 1646 года 2000 казаков под командованием Хмельницкого, Золотаренко и Серко, который командовал к этому времени полком, а также 3000 польских пехотинцев участвовали на стороне французов под общим командованием принца де Конде в осаде крепости Дюнкерк, находившейся в руках испанцев. 11 октября осаждённая крепость сдалась.
Эта легенда была опровергнута в работах польского историка Збигнева Вуйцика и советского историка казачества Владимира Голобуцкого. Они пришли к выводу, что в осаде Дюнкерка участвовали 2400 польских наёмников под командованием полковников Пшиемского, Кабре и де Сиро.

### Участие в восстании Хмельницкого
Серко принял участие в восстании Богдана Хмельницкого, также в походах против Турции и крымских татар. В 1654 году, будучи полковником, не захотел принять присягу русскому царю Алексею Михайловичу и удалился на Запорожье, но уже в 1659 году он выступил сторонником царя против польского короля. В 1658—1660 годах — полковник Винницкого полка.

### Выступление против Выговского
В 1659 году Серко совершил знаменитый рейд на ногайские улусы. Этот рейд заставил крымского хана Мехмеда IV Гирея, выступившего с войском в поддержку Ивана Выговского и разорявшего непокорные гетману-изменнику левобережные земли, после победы в Конотопской битве уйти с Гетманщины, что привело к свержению Выговского. Послы наказного гетмана Ивана Беспалого докладывали в Москве, что:

«…в Запорожье полковник Серко, собрался с Запорожаны, ходил воевать около Белаго города, и Ногайские улусы, которые кочевали близко Самаринки… и повоевав улусы, пошёл было к Киеву на помочь к боярину и воеводам к Василию Борисовичу Шереметеву; и Выговский де, послыша то, послал было для перейму, чтоб Серка к Киеву не допустить, полковника своего Тимоша с войском…, а Серко того Тимоша со всем войском побил, и ушёл Тимош к Выговскому только сам третей.» 

## Кошевой атаман Запорожской Сечи
С 1663 года минимум 12 раз Серко избирался кошевым атаманом Запорожской (Чертомлыкской) Сечи (атаманы на Сечи выбирались один раз в год, иногда — и два раза). Совместно с царскими ратниками под предводительством Григория Косагова, донскими казаками и калмыками ходил к Перекопу, где громил значительно превосходящие силы крымских татар и турецких янычар, разрушив часть крепости и вынудив войска крымского хана покинуть войска короля Яна II Казимира в его крупномасштабном зимнем походе на Левобережную Гетманщину 1663—1664 годов. Был одним из вдохновителей антипольского восстания на Правобережной Гетманщине в 1664 году. Сохранилось письмо Серко к царю Алексею Михайловичу, написанное в мае 1664 года:

«Исполняя с Войском Запорожским службу вашему царскому пресветлому величеству, я, Иван Серко, месяца января 8 числа, пошёл на две реки, Буг и Днестр, где Божиею милостью и предстательством Пресвятой Богородицы и вашего великого государя счастьем, напав на турецкие селения выше Тягина города, побил много бусурман и великую добычу взял. Оборотясь же из-под турецкого города Тягина, пошёл под черкасские города. Услыша же о моём, Ивана Серка, приходе, горожане сами начали сечь и рубить жидов и поляков, а все полки и посполитые, претерпевшие столько бед, неволю и мучения, начали сдаваться. Чрез нас, Ивана Серка, обращена вновь к вашему царскому величеству вся Малая Россия, города над Бугом и за Бугом, а именно: Брацлавский и Кальницкий полки, Могилёв, Рашков, Уманский повет, до самого Днепра и Днестра; безвинные люди обещались своими душами держаться под крепкою рукою вашего царского пресветлого величества до тех пор, пока души их будут в телах»
В 1660, 1664—1665, 1667—1668 годах — полковник Харьковского слободского казачьего полка. В 1667 году совершил поход на Кафу, взяв город и предав его вместе с окрестностями огню. Освободил около двух тысяч невольников и увёл с собой татарский полон численностью около 1,5 тысяч человек.
В 1668 году во время мятежа Брюховецкого Серко изменил царю и попытался распространить восстание на Харьковский полк. В пяти городах (Царёве-Борисове, Маяцком, Змиёве, Валках и Мурафе) представители царской власти были убиты, укрепления сожжены, запасы разграблены. Однако другие городки Слобожанщины сохранили лояльность царю и Серко со своими людьми ушёл на Гетманщину к Брюховецкому. После убийства последнего воевал за Петра Дорошенко, но в 1670 году порвал с ним, выжег Очаков и нанёс несколько поражений недавнему своему союзнику.
В 1672 году, желая стать гетманом, возглавил оппозицию казацкой старшины против кандидатуры в гетманы Ивана Самойловича. Как опасный кандидат, был арестован полтавским полковником Жученко и выдан Москве, где его отправили в ссылку в Тобольск. Однако, ввиду назревавшей войны с турками (Чигиринские походы) вскоре Серко был помилован и возвращён в Гетманщину, принеся в декабре 1672 года присягу на верность российскому царю. В 1670-х годах организовал ряд успешных походов в Крым. В частности, в 1673 году взял Арслан, Очаков и др. В 1674 году Серко после продолжительной политической игры выдал Москве объявившегося в Запорожье лжецаревича Симеона Алексеевича. Одержал ряд блестящих побед над Крымским ханством, поляками и Дорошенко в Капустяной долине и близ Умани. Позднее активно склонял Дорошенко на сторону московского царя.

## Конец жизни и судьба останков
По одной из устных легенд, в 1676 году Серко подписал письмо запорожцев к турецкому султану Мехмету IV (сюжет известной картины Ильи Репина). Однако факт существования такого письма не является достоверно доказанным.

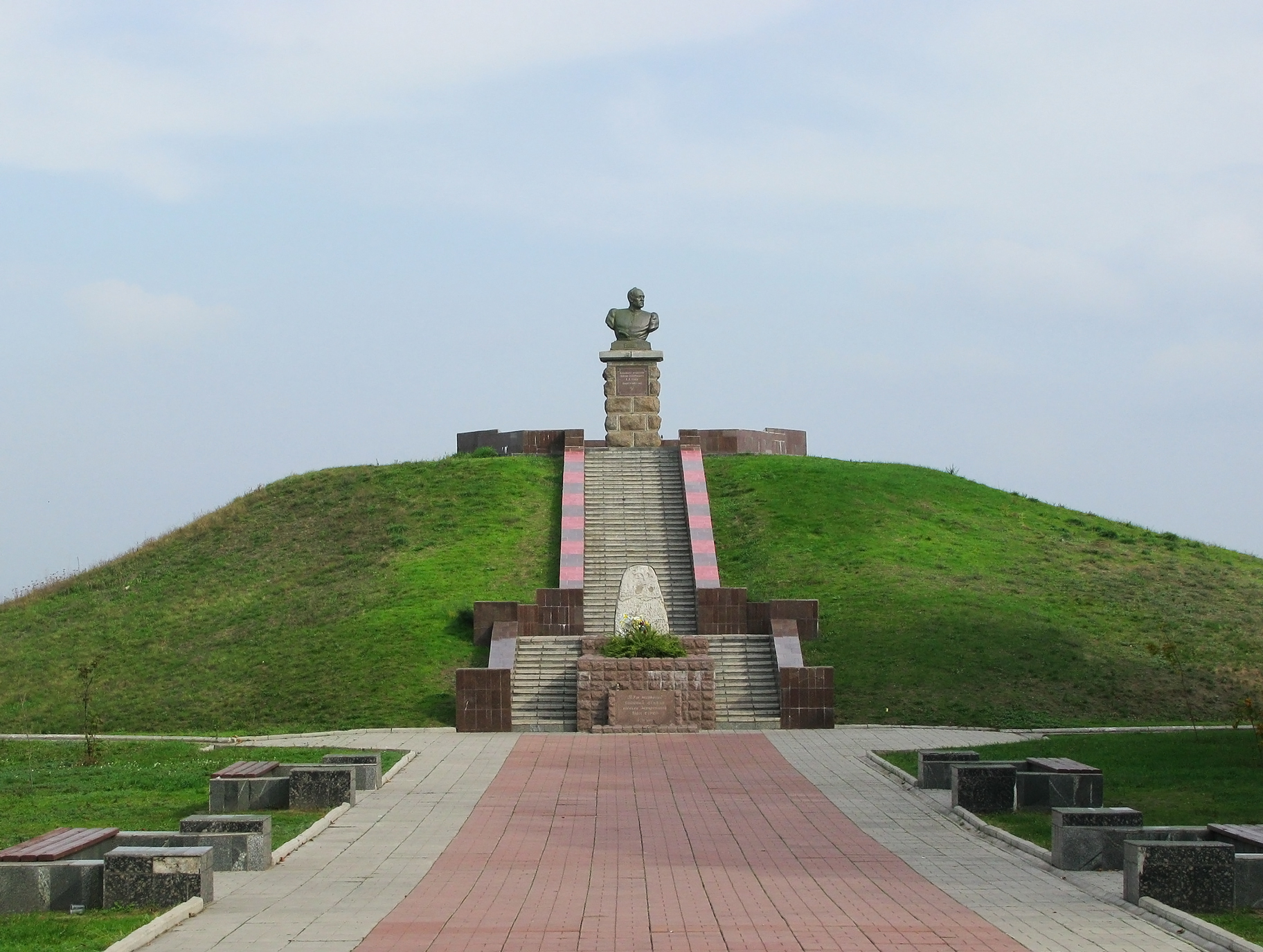
Могила Ивана Серко близ села Капуловка

Умер кошевой атаман Войска Запорожского Иван Дмитриевич Серко 11 (1 по старому стилю) августа 1680 года на принадлежавшей ему пасеке зимовья в селе Грушевка. Место последнего пристанища и кончины Ивана Дмитриевича теперь затоплено водами Каховского водохранилища. Село перенесено недалеко от прежнего места расположения на более возвышенный участок.
После кончины тело кошевого атамана Ивана Дмитриевича Серко доставили водой на Чертомлыкскую Сечь, где оно после отпевания и было предано земле 2 августа со всеми почестями, пушечной и мушкетной пальбой и великой скорбью на казацком кладбище недалеко от села Капуловка (теперь Никопольский район). Надпись на надгробной стеле атамана гласила:
«Р. Б. (Року божего) 1680 мая 4 Преставися рабь Бож. Іоань Серко Дмитровичъ атамань кошовий воска Запорозкого за его Ц. П. В. (Царского Пресветлого Величества) Фёдора Алексевича. Памят Праведнаго со похвалами».
Дата смерти кошевого атамана И. Д. Серко указана на надгробной стеле (04.05.1680 г.) по всей видимости ошибочно. Чертомлыкская сечь по указу Петра Первого от 1709 г. была разрушена после измены и перехода на сторону шведского короля Карла XII в 1708 г. (в период Северной войны) гетмана И. Мазепы и части низового казачества. Экспедицией руководил полковник Яковлев. Частично разрушено было и кладбище. Видимо, в тот же период был утерян надгробный камень с могилы кошевого атамана. В более позднее время по всей вероятности была изготовлена новая стела.
Другая дата смерти И. Д. Серко (01.08.1680 г.) зафиксирована в документах, составленных полковым писарем Быховцом. Могила находилась за околицей села Капуловка (на топографических картах 1919 г. село именуется: Копыловка) в огороде крестьянина Н. А. Мазая (устье реки Чертомлык) по крайней мере до 1894 г. Могила представляла собой небольшой холм, обсаженный шелковицами и тополями. На могиле была установлена стела, которая и по настоящее время стоит у подножия Баба-Могилы — места последнего упокоения Великого Атамана. Эти факты установлены Д. И. Яворницким и изложены в исторической повести «Иван Дмитриевич Серко» .
«Того же лета (1680), августа первого числа, — говорит летопись Величко, — преставился от казни сей, через некоторое время после болезни, в Грушевке, в пасеке своей, славный кошевой атаман Иван Серко… Погребен был честно всем войском низовым запорожским… Хоронили его знаменито 2 августа со многою арматною и мушкетною стрельбою и с великою от всего низового войска жалостью…» На камне, сохранившемся доныне на его могиле (в нынешней деревне Капуливке, Екатеринославской губернии и уезда), дата смерти С. обозначена 4 мая 1680 г.; разногласие объясняется, вероятно, ошибкой на этом камне, поставленном, надо думать, значительно позже на месте старого камня, уничтоженного во время гонений на Сечь; надпись восстановлялась на память, почему и возможна была ошибка.
В советское время в результате создания Каховского водохранилища был уничтожен так называемый Великий Луг. Могила Серко оказалась прямо на крутом берегу водоёма. В 1968 году останки Ивана Серко эксгумировали. После письма национально настроенной интеллигенции за подписью Олеся Гончара скелет перезахоронили у села Капуловка, а череп доставили в Москву, в мастерскую известного академика Герасимова, занимавшегося реконструкцией портретов исторических личностей по их черепам и костным останкам.
Однако ввиду того, что в 1970 году академик Герасимов умер, череп Серко, не до конца исследованный, почти четверть века оставался в Москве. Вернули его лишь в 1990 году, перед празднованием 500-летия украинского казачества, при содействии украинского антрополога С. П. Сегеды. Однако после празднования юбилея череп Ивана Серко попал в сейф начальника местного отдела культуры, где он пролежал ещё семь лет, пока его не передали в Днепропетровский исторический музей. Летом 2000 года, после многочисленных обращений историков, было принято решение о дозахоронении черепа атамана Ивана Серко вместе с другими останками в кургане Баба-могила, находящемся в Никопольском районе близ посёлка Капуловка.

## В кино
- «Пламя гнева» — советский фильм 1956 года, режиссёр Тимофей Левчук, в роли Серко — Владимир Игнатенко.
- «Чёрная долина» — советский фильм 1988 года, режиссёр Иван Шиленко, в роли Серко — Иван Гаврилюк.
- «Молитва о гетмане Мазепе» — украинский фильм 2001 года, режиссёр Юрий Ильенко, в роли Серко — Михаил Голубович.

## Галерея

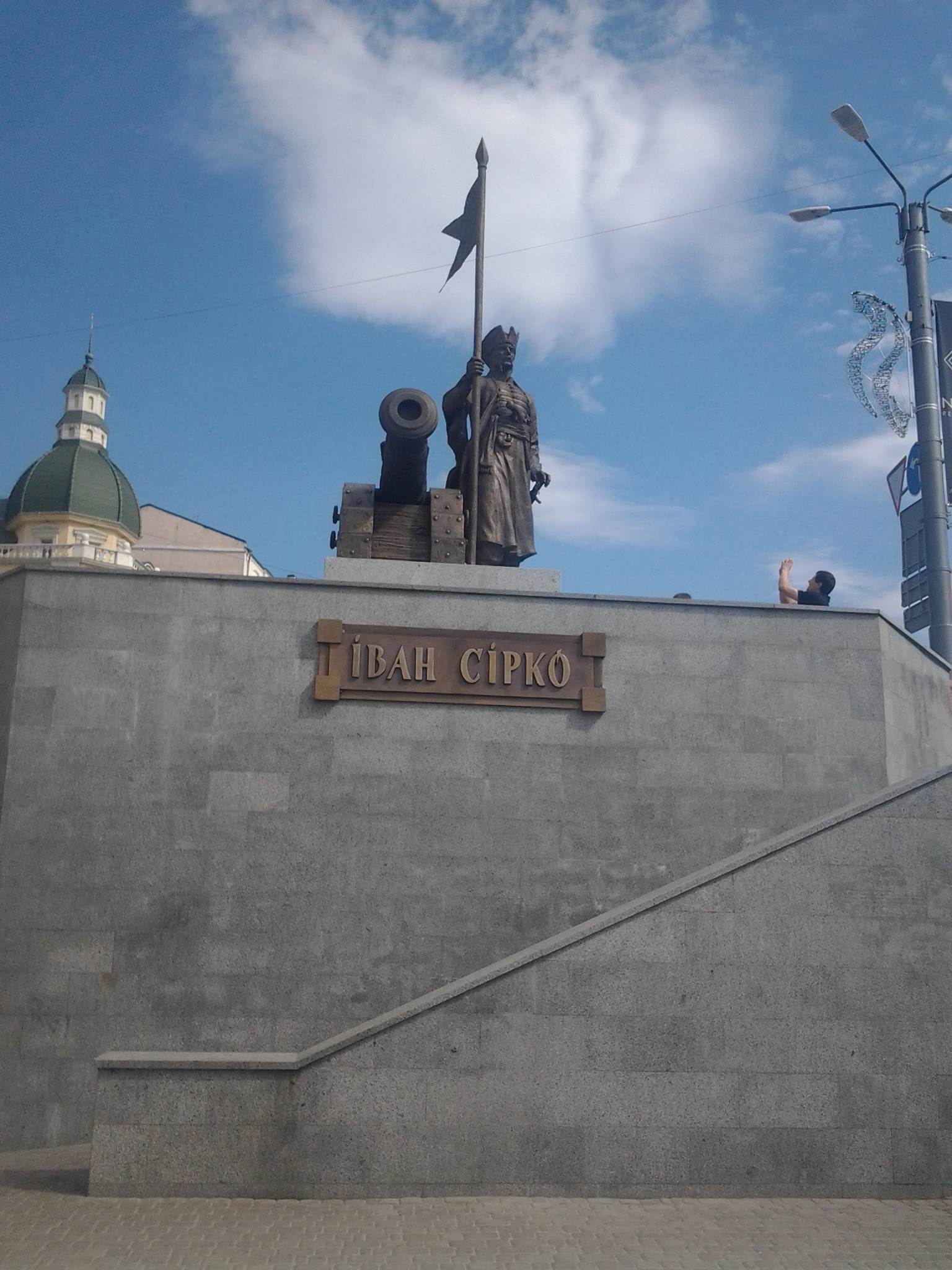
Памятник атаману в Харькове
Памятник атаману в Покрове
Почтовый блок «Казацкая Украина»: Иван Богун, Иван Гонта, Иван Подкова, Иван Серко
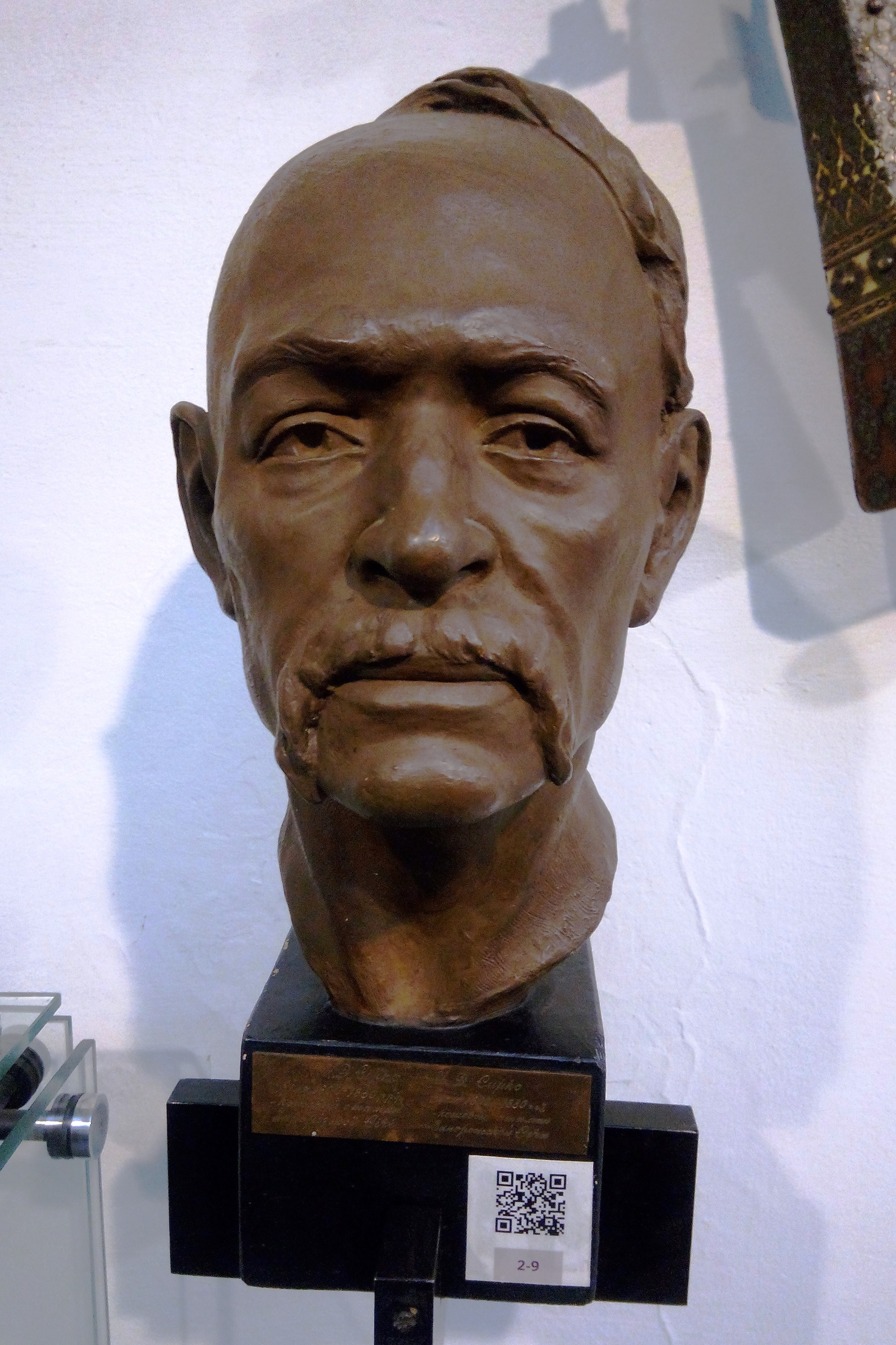
Бюст Иванa Серко в Днепропетровском национальном историческом музее
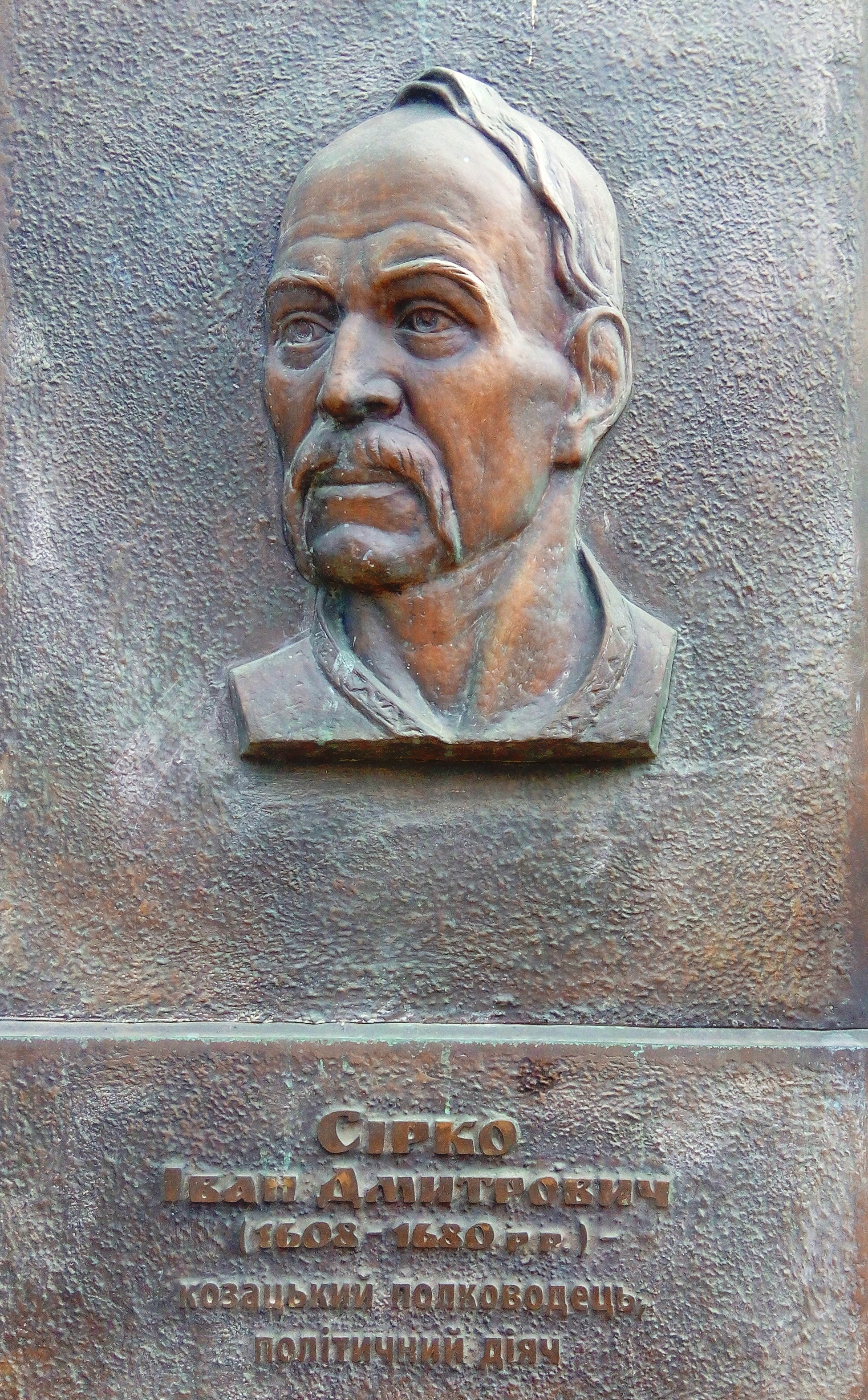
Бронзовый барельеф Ивану Серко на Казацкой площади в Днепре